# Medicago isthmocarpa
Medicago isthmocarpa là một loài thực vật có hoa trong họ Đậu. Loài này được (Boiss. & Balansa) E. Small miêu tả khoa học đầu tiên năm 1987.